# South Dakota (lớp thiết giáp hạm) (1920)
Lớp thiết giáp hạm South Dakota thứ nhất là một lớp bao gồm sáu thiết giáp hạm, được đặt lườn vào năm 1920 cho Hải quân Hoa Kỳ nhưng chưa bao giờ hoàn tất. Nếu như Hiệp ước Hải quân Washington không gây ra sự hủy bỏ sau khi công việc chế tạo đã tiến triển được khoảng một phần ba, chúng sẽ trở thành những thiết giáp hạm lớn nhất, có vũ khi mạnh nhất và vỏ giáp nặng nhất của Hải quân Mỹ trong giai đoạn giữa hai cuộc thế chiến. Có khả năng đạt đến tốc độ 42,6 kmh (23 knot), chúng có thể theo kịp về tốc độ của bất kỳ thiết giáp hạm nhanh nhất nào thuộc mọi quốc gia ngoại trừ hai chiếc thuộc lớp Nagato của Hải quân Đế quốc Nhật Bản.
Lớp thiết giáp hạm Colorado dẫn trước có chiều dài 190 m (624 ft), trọng lượng rẽ nước 32.600 tấn, tốc độ tối đa 38,9 km/h (21 knot) và mang một dàn pháo chính gồm tám khẩu 406 mm (16 inch). Mặc dù Colorado là những thiết giáp hạm Mỹ lớn nhất vào lúc đó, và là chiếc đầu tiên trang bị pháo 406 mm (16 inch), chúng là điểm dừng của sự tiến triển dần dần của "Thiết giáp hạm Kiểu Tiêu chuẩn" vốn còn bao gồm các lớp Nevada, Pennsylvania, New Mexico và Tennessee. Những chiếc South Dakota tiêu biểu cho một sự gia tăng đáng kể về kích cỡ và vũ khí so với lớp Colorado. Chúng sẽ có chiều dài 208,5 m (684 ft), trọng lượng rẽ nước 43.200 tấn, tốc độ tối đa 42,6 km/h (23 knot), và mang 12 khẩu pháo 406 mm (16 inch).
Chương trình chế tạo lớp South Dakota được chấp thuận vào ngày 4 tháng 3 năm 1917, và chúng được đặt lườn vào năm 1920. Tuy nhiên, vì Hiệp ước Hải quân Washington giới hạn cả tổng tải trọng thiết giáp hạm mà Hải quân Mỹ được phép sở hữu, cũng như giới hạn tải trọng mỗi chiếc không được phép vượt quá 35.000 tấn, công việc chế tạo bị ngừng lại vào ngày 8 tháng 2 năm 1922, và các lườn tàu đang chế tạo dang dở (đa số đã hoàn tất trên 30%) bị tháo dỡ vào năm 1923. Một số vật liệu từ các con tàu chưa hoàn tất được sử dụng cho việc tái cấu trúc các thiết giáp hạm còn lại vốn được cho phép theo các điều khoản của hiệp ước. Các tấm thép dự trữ vốn dự định dành cho USS Indiana được sử dụng để tăng cường phòng thủ và các cửa ngỏ tại kênh đào Panama.
Lớp South Dakota được đặt hàng trong cùng một chương trình vốn đã tạo ra lớp tàu chiến-tuần dương Lexington mà hai chiếc đã được cải biến thành lớp tàu sân bay Lexington. Những chiếc Lexington cung cấp những lườn tàu để cải biến tốt hơn so với lớp South Dakota vì chúng đã hoàn tất nhiều hơn trong quá trình chế tạo và cũng vì chúng được thiết kế để có tốc độ lớn hơn nhiều.

## Những chiếc trong lớp
- USS South Dakota (BB-49)
- USS Indiana (BB-50)
- USS Montana (BB-51)
- USS North Carolina (BB-52)
- USS Iowa (BB-53)
- USS Massachusetts (BB-54)